# Sotelo (León)
Sotelo es una localidad del municipio leonés de Trabadelo, en la Comunidad Autónoma de Castilla y León. 
La iglesia está dedicada a san Bartolomé.

## Localidades limítrofes
Confina con las siguientes localidades:
- Al noreste con Cela.
- Al este con Paradaseca.
- Al sur con Pereje.
- Al suroeste con Pradela y Trabadelo.
- Al noroeste con Cantejeira.

## Demografía
Evolución de la población
| Gráfica de evolución demográfica de Sotelo entre 2000 y 2017       |
|                                                                    |
| Población de derecho (2000-2017) según el padrón municipal del INE |

## Historia
Así se describe a Sotelo en el tomo XIV del Diccionario geográfico-estadístico-histórico de España y sus posesiones de Ultramar, obra impulsada por Pascual Madoz a mediados del siglo XIX:

Lugar en la provincia de León (20 leguas), partido judicial y abadía de Villafranca del Bierzo (2), audiencia territorial y capitanía general de Valladolid (36), ayuntamiento de Trabadelo. Situado en un declive a la falda de una de las montañas que forman la margen izquierda del Valcarce; su clima es templado; sus enfermedades más comunes fiebres pútridas, nerviosas y dolores de costado. Tiene 30 casas; iglesia parroquial (San Bartolomé) anejo de Pradela, y buenas aguas potables. Confina con Cela, Paradaseca, Landoiro y Pradela. El terreno es de ínfima calidad y de secano en la mayor parte; por él corren las aguas del arroyuelo denominado Outiñas. Hay arbolado de encina, roble y castaños. Los caminos son locales y malos; recibe la correspondencia de Villafranca. Producciones: centeno, patatas, castañas, hortaliza y pastos; cría ganado vacuno y cabrío. Población: 30 vecinos, 124 almas. Contribución: con el ayuntamiento.
Diccionario geográfico-estadístico-histórico de España y sus posesiones de Ultramar